# Manuel Copena Araújo
Manuel Copena Araújo, nacido en Gondomar el 22 de noviembre de 1911 y fallecido a finales noviembre de 1987, fue un profesor y futbolista español más conocido como Nolete, que jugaba en la demarcación de delantero.
En el Celta marcó 148 goles más 12 que no se sabe 100% su autoría.

## Trayectoria
Comenzó su carrera futbolística en equipos modestos de la periferia de Vigo. En 1932 dejó el Eiriña Club de Fútbol de Pontevedra para fichar por el Celta de Vigo, equipo en el que militó hasta 1943 luego de 113 encuentros y  96 goles anotados.
Fue el hombre de los goles decisivos. En la fase de promoción del primer ascenso a Primera División del equipo celeste en 1936, frente al Deportivo de la Coruña en 1940 en promoción y fue también autor de un gol que evitó el descenso a Segunda División del Celta a la temporada siguiente ante el Real Zaragoza. Asimismo un tanto suyo en el Estadio de Balaídos contra el Real Madrid, clasificó al Celta para los cuartos de final de la Copa de España. Además fue el autor del primer gol del Celta en Primera División.
Unos años antes de fallecer recordaba en una entrevista para Faro de Vigo sus años en el Celta, club que no quiso dejar a pesar de las numerosas ofertas que recibió:

Llegue a probar incluso por el Real Madrid con una ficha muy importante, pero yo quería a mi Galicia, quería a mi Celta. Ya podían ofrecerme todo el oro del mundo que yo nunca dejaría mi tierra, a mi Celta.
Faro de Vigo, 17 de febrero de 1985

En un partido contra el Sporting llegue a meter un gol de fuerte chut desde el centro del campo. Ni yo mismo lo creía. En una ocasión Lángara llegó a decirme: Nolete, tienes un chut más fuerte que el mío.
Cuando ascendimos en 1936, el Celta estuvo a punto de desaparecer por problemas económicos. Entonces los jugadores renunciamos a cobrar lo que se nos debía, no hice dinero, casi me costó. Hasta cuando mi madre mataba al cerdo venían mis compañeros de equipo a comer a mi casa. Aquellos tiempos no eran como los de ahora, jugábamos por auténtico amor al club.
Nolete llegó a ejercer como profesor en Gondomar y en él Instituto Santa Irene de Vigo, en donde se jubiló en noviembre de 1981. Fue nombrado alcalde de Bayona en julio de 1965 y permaneció en el cargo casi ocho años, también fue juez de paz en la citada villa.
| Predecesor: José Pereira Troncoso | Alcalde de Bayona 1965-1972 | Sucesor: Alfonso Mandado Robles |